# Backyard Wrestling 2: There Goes The Neighborhood
Backyard Wrestling 2: There Goes the Neighborhood es la segunda entrega de la serie Backyard Wrestlingy fue lanzada en Xbox y PlayStation 2. La banda sonora incluye música de Andrew WK, Kool Keith, Insane Clown Posse, Bad Brains, Body Count, six and violence , Mudvayne y Hoobastank.

## Desarrollo
Fue desarrollado por Paradox Development, ahora propiedad de Midway Games, y fue publicado por Eidos Interactive

## Jugabilidad
La lista de luchadores con más de 20 combatientes,entre ellos luchadores hardcore notables, personalidades de la música, y pocas actrices de cine para adultos.
El juego fue mejorado considerablemente respecto a su predecesor, incluyendo una más en profundidad de crear un modo de luchador. El juego también incluye un interruptor para convertir la sangre Efectos del juego, dentro y fuera, en contraste con la falta del juego original de dicho interruptor. Cada luchador tiene ahora un video de introducción, aunque las mujeres contienen más de la lucha libre. También hay tres videos musicales desbloqueable

## Recepción
Pese a las promesas de una mejor experiencia de juego, el juego fue un fracaso de crítica cuando fue publicado en 2004. Sus números de venta sigue siendo respetable, sin embargo, vendiendo cerca de 300.000 copias a través del 2005.

## Promoción
El comercial de televisión incluyen a Insane Clown Posse, Vampiro, New Jack, y Gunns Mayor

## Roster
| - Mad Man Pondo - Vic Grimes - Vampiro - New Jack - Sick Nick Mondo | - Ruckus - The Sandman - Violent J - Shaggy 2 Dope - The Rude Boy | - Sonjay Dutt - Messiah - Supreme - Zandig - El Drunko | - Masked Horn Dog - Luke Hadley - Joe Peterson - Ryuji Ito - Kelvin Finn | - Andrew W.K. - Tera Patrick - Sunrise Adams - Major Gunns - Adrianne Pain |